# Family Tools
Family Tools est une série télévisée américaine en dix épisodes de 22 minutes créée par Bobby Bowman et Adrian Poynton (d'après la série britannique White Van Man (en)), diffusée entre le 1er mai et le 10 juillet 2013 sur le réseau ABC aux États-Unis et en simultané sur CTV Two au Canada.
Cette série est inédite dans tous les pays francophones.

## Distribution

### Acteurs principaux
- Kyle Bornheimer : Jack Shea
- J. K. Simmons : Tony Shea
- Johnny Pemberton : Mason McCormick
- Edi Gathegi : Darren Bichette
- Leah Remini : Terry McCormick
- Danielle Nicolet : Stitch Bichette

### Invités
- Lee Weaver (en) : Ellis Poynton (4 épisodes)
- Adam Arkin : Mr Baynor (épisode 1)
- Jo Koy (en) : Berrick (épisode 1)
- Rob Locke (en) : Niko (épisode 1)
- Amazon Eve : Tall Client Lady (épisode 1)
- Maria Thayer : Wendy Doyle (épisode 2)
- Phil Abrams : Mr Becker (épisode 2)
- Juan Gabriel Pareja : Todd (épisode 2)
- Lauren McKnight (en) : Louise (épisode 2)
- Brandon P. Bell (en) : Logan (épisode 3)
- Tom Schanley (en) : Mr Kester (épisode 3)
- Melinda McGraw : Beverly (épisode 4)
- Rose Abdoo (en) : Susan (épisode 4)
- Allison Munn : Clarissa (épisode 5)
- David Reivers : Carl (épisode 5)
- Jonathan Slavin (en) : Kenny Flemming (épisodes 6 et 9)
- Chris Bruno : Dave (épisodes 6 et 10)
- Jonathan Lipnicki : Ryan (épisode 6)
- Steve Hytner (en) : Principal Grieshaber (épisode 6)
- Dominic Burgess : Wheelchair Salesman (épisode 6)
- Suzanne Cryer : Kitty (épisode 7)
- John Brotherton : Kevin Kirkpatrick (épisode 8)
- Miles Stroth : Billy (épisode 8)

## Fiche technique
- Scénariste du pilote : Bobby Bowman
- Réalisateur du pilote : Michael Fresco (en)
- Producteurs exécutifs : Bobby Bowman et Mark Gordon
- Société de production : ABC Studios et ITV Studios America

## Développement
Le développement de la série a débuté en septembre 2011 sous le nom de projet White Van Man, basé sur la série britannique du même nom. Le pilote a été commandé en janvier 2012.
Dès le mois suivant, les rôles ont été attribués dans cet ordre: Kyle Bornheimer, J. K. Simmons, Edi Gathegi et Johnny Pemberton, Leah Remini et Danielle Nicolet.
Le 11 mai 2012, ABC a commandé la série sous le titre The Family Tools et lui a attribué lors des Upfronts quatre jours plus tard la case horaire du mardi à 20 h 30 dès janvier.
Le 10 novembre, ABC a réduit sa commande de treize à dix épisodes dans le but de programmer le retour de Dancing with the Stars dans cette case horaire au printemps, puis le 4 décembre, ABC a annoncé que la série ne débutera que le 1er mai 2013.
Le 10 mai 2013, après seulement deux épisodes diffusés, ABC n'a pas renouvelé la série pour la saison prochaine.

## Épisodes
| №  | Titre                         | Réalisation         | Scénario                       | Première diffusion | Audience (millions) |
| -- | ----------------------------- | ------------------- | ------------------------------ | ------------------ | ------------------- |
| 1  | Pilot                         | Michael Fresco (en) | Bobby Bowman                   | 1er mai 2013       | 5,79                |
| 2  | Now You See Me, Now You Don't | Peter Lauer (en)    | Todd Linden                    | 8 mai 2013         | 4,48                |
| 3  | Beachwood Approved            | John Fortenberry    | Danielle Uhlarik               | 15 mai 2013        | 4,54                |
| 4  | Book Club Romance             | Rebecca Asher       | Jeremy Shipp                   | 29 mai 2013        | 3,66                |
| 5  | Waiting for Mrs. Bichette     | Eyal Gordin (en)    | Adrian Poynton                 | 5 juin 2013        | 3,44                |
| 6  | Role Model                    | Randy Zisk          | Kenny Byerly                   | 12 juin 2013       | 3,67                |
| 7  | The Big Event                 | John Putch          | Allen Zipper                   | 19 juin 2013       | 3,62                |
| 8  | Jack Steps Up                 | Peter Lauer         | Matthew Carlson (en)           | 26 juin 2013       | 2,79                |
| 9  | Pest Side Story               | Michael Fresco      | Margee Magee et Angeli Millan  | 3 juillet 2013     | 2,35                |
| 10 | Terry By Design               | Elliot Hegarty      | Emily Halpern et Sarah Haskins | 10 juillet 2013    | 2,51                |